# 岬美由紀
岬 美由紀（みさき みゆき）は、松岡圭祐作の『千里眼』シリーズに登場する架空の人物。

## 人物
元航空自衛隊の二等空尉で、現在は臨床心理士として活躍している。年齢は28歳。血液型はO型。身長は165cm（初期設定では158cm）。体重は48kg。ちなみに、これは自衛隊入隊の基準を満たしていない。視力は両目とも2.8である。瞳の大きさは普通であるが、小顔なため非常に大きく感じられる。化粧は薄く、すっぴんに近い。肌は少女のように滑らかで、年齢とは裏腹に女子大生のように見られがちである。化粧品は友里佐知子の影響によりクリスチャン・ディオールを使用。正義感が強く、自分の信念を通すためには権力者と対峙することもあり、それが自衛隊除隊のきっかけにもなった。行動が果敢なために危機に陥ることも多く、数度にわたって拉致監禁や拷問を受けている。
彼女のニックネームは作品の題名の由来でもある千里眼であるが、本人はこの呼ばれ方を非常に嫌っている。なお、千里眼というニックネームは元来、彼女の師である友里佐知子の異名であった。友里佐知子はこの千里眼と言う異名に異様な執着を見せ、「自分自身こそが千里眼」と、断固として異名を譲ろうとはしなかった。
自衛隊では幹部候補生としての訓練を受け、女性初の日本主力戦闘機F15Jのパイロット、いわゆるイーグルドライバーになった（主に同じ二等空尉の岸元と搭乗）。これによって人並みはずれた動体視力を培った上で、臨床心理学を幅広く学んだことにより、瞬時に相手の心理を読み取るずば抜けた観察眼が養われていった。また、さまざまな分野の知識を兼ね備えており、洞察力・推理力・判断力にも優れている。「千里眼」とは、これらの技能や知識が統合された結果、そういう印象を与えているだけであり、岬美由紀は決して超常的な能力の持ち主ではない。各種格闘技にも長けているが、それも動体視力との連動である。
旧小学館版シリーズでは眼球の運動と表情筋で相手の心理を読んでいたが、角川版はこの設定を科学的な裏付けがないこととして否定。表情筋と話し方、全体的な反応（ポール・エクマンの表情観察法）から相手の心理を読み取っている。
自衛隊除隊後は最初、友里の東京晴海医科大学付属病院に勤務。その後、しばらく主席精神衛生官として国家公務員を勤めた後、臨床心理士として本郷の事務局詰めになった。
旧小学館版シリーズでは、嵯峨とともに東京カウンセリングセンターへと転職。しかし、所長の岡江との対立のために、倉石部長、朝比奈宏美、嵯峨敏也とともに辞職し、渋谷カウンセリング研究所、倉石診療所と職場を変えていた。現在の正史にこのくだりはない。
現在は舎利弗浩輔の元で仕事をしている。これによると、新シリーズでは岬の直接の師は友里ではなく舎利弗である。

## 岬美由紀を演じた女優
- 水野美紀 - 劇場版『千里眼』（2000年公開）に主演[2]
- 大島優子 - AKB48加入前の子役時代、劇場版『千里眼』で岬美由紀の少女期を演じた。
- 奥田恵梨華 - シネマDVD版『千里眼 キネシクス・アイ』（2009年発売）に主演。
- 釈由美子 - 松岡圭祐公式サイトのアンケート調査で「最も岬美由紀のイメージに近い女優」に選ばれ、イメージキャラクターとして小学館文庫版『千里眼 背徳のシンデレラ』上下巻の表紙に登場した[3]。ただし、映像作品で岬美由紀を演じたことはない[4]。